# 1946 у Тернопільській області
| Роки в Тернопільській області 1920 • 1921 • 1922 • 1923 • 1924 • 1925 • 1926 • 1927 • 1928 • 1929 • 1930 • 1931 • 1932 • 1933 • 1934 • 1935 • 1936 • 1937 • 1938 • 1939 • 1940 • 1941 • 1942 • 1943 • 1944 • 1945 • 1946 • 1947 • 1948 • 1949 • 1950 • 1951 • 1952 • 1953 • 1954 • 1955 • 1956 • 1957 • 1958 • 1959 • 1960 • 1961 • 1962 • 1963 • 1964 • 1965 • 1966 • 1967 • 1968 • 1969 • 1970 • 1971 • 1972 • 1973 • 1974 • 1975 • 1976 • 1977 • 1978 • 1979 • 1980 • 1981 • 1982 • 1983 • 1984 • 1985 • 1986 • 1987 • 1988 • 1989 • 1990 • 1991 • 1992 • 1993 • 1994 • 1995 • 1996 • 1997 • 1998 • 1999 • → Див. також: XIX століття • XXI століття |

## Річниці

### Річниці від дня народження
- 21 січня — 65 років від дня народження українського поета, перекладача, журналіста, фейлетоніста, театрально-музичного критика, актора, режисера, громадського діяча Степана Чарнецького (1881—1944).

## Події
- 9 липня — обласна нарада редакторів міських і районних газет, директорів друкарень у м. Чорткові[1]
- вересень — обласний центр перенесено з Чорткова до Тернополя[1]

## З'явилися
- У Чорткові засновано школу медичних сестер (нині — Чортківський державний медичний коледж)

## Особи

### Народилися
- 1 січня — український радянський футболіст Михайло Шевчук, нар. у Бучачі, пом. 2005 у Тернополі
- 4 березня — український радянський діяч, комбайнер колгоспу «Радянська Україна» Теребовлянського району, депутат Верховної Ради УРСР 9-го скликання Володимир Руснак, нар. у Різдвянах на Теребовлянщині
- 7 квітня — український релігійний діяч, поет, бандурист, священик УГКЦ Чину Святого Василія Великого Василь (Мендрунь), світське ім'я — Богдан Романович Мендрунь, нар. у Великій Березовиці під Тернополем
- 14 квітня — український хореограф, педагог, заслужений працівник культури УРСР Орест П'єкний, нар. у Ягільниці на Чортківщині, пом. 2007 у Чорткові
- 8 червня — український поет Степан Алич (справжнє — Мокрій), нар. у Серединках неподалік Тернополя, пом. 1984 у Тернополі
- 1 липня — український актор, народний артист України Іван Бернацький, нар. у Городниці на Підволочищині
- 23 липня — український дипломат Віктор Нагайчук, нар. у Чорткові
- 22 серпня — український співак (тенор), педагог, заслужений працівник культури України Йосип Сагаль, нар. у Козівці поблизу Тернополя
- 10 жовтня — генерал-лейтенант медичної служби, організатор системи військово-медичної освіти та науки і медичної служби Збройних Сил України, письменник, громадський діяч Володимир Пасько, нар. у Великих Бірках, пом. 2014 у Києві
- 21 жовтня — український біохімік Михайло Марченко, нар. у Гермаківці на Борщівщині
- 30 жовтня — український господарник, громадський діяч Нестор Миколюк, нар. у Колодіївці на Підволочищині
- 10 листопада — український вчений у галузі прикладної математики Федір Сопронюк, нар. в Осниках на Лановеччині
- 12 листопада — українська музикантка, диригентка, педагог, заслужений працівник культури України Марія Кривко, нар. у Вербівці на Борщівщині